# Filmåret 1922

## Årets filmer

### A - G
- Amatörfilmen
- Anderssonskans Kalle[1]
- Arbetarens kärlek
- Det omringade huset
- Det var en gång
- Dr. Mabuse, der Spieler
- En kärlekens tragedi
- En vikingafilm
- Fröken på Björneborg

### H - N
- Häxan
- Kapten Grogg har blivit fet
- Kärlekens ögon
- Lord Saviles brott
- Luffar-Petter
- Med prins Wilhelm på afrikanska jaktstigar
- Nanook, köldens son
- Nosferatu

### O - U
- Othello
- Robin Hood
- Skandal och kärlek i Kråklunda
- Som flyttfågel i Afrika
- Thomas Graals myndling
- Torpar-Britta

### V - Ö
- Vem dömer
- Vilse i urskogen
- Ödets redskap

## Födda
- 13 januari – Albert Lamorisse, fransk filmregissör.
- 24 januari – Veit Bethke, svensk dansare och skådespelare.
- 28 januari – Carl-Einar Gregmar, svensk skådespelare.
- 3 februari – Ulf Johanson, svensk skådespelare.
- 6 februari – Hans Dahlin, svensk skådespelare och regissör.
- 9 februari
  - Kathryn Grayson, amerikansk skådespelare och sångerska.
  - Solveig Lagström, svensk skådespelare och sångare.
- 2 mars – Knatten Andersson, svensk skådespelare.
- 8 mars – Mats Björne, svensk skådespelare.
- 21 mars – Russ Meyer, amerikansk regissör, producent, fotograf och manusförfattare.
- 24 mars – Marjo Bergman, svensk mannekäng och skådespelare.
- 27 mars – Bengt Sundmark, svensk skådespelare.
- 28 mars – Olle Länsberg, svensk författare, manusförfattare och sångtextförfattare.
- 31 mars – Helle Winther, svensk skådespelare.
- 4 april – Elmer Bernstein, amerikansk kompositör och arrangör av filmmusik.
- 5 april – Stig Woxther, svensk skådespelare.
- 22 april – Bengt Berger, svensk skådespelare.
- 24 april
  - Ole Blegel, svensk skådespelare.
  - J. D. Cannon, amerikansk skådespelare.
- 28 april – Josef Halfen, svensk regissör och skådespelare.
- 29 april – Tommy Noonan, amerikansk skådespelare.
- 23 maj
  - Per Grundén, svensk operasångare och skådespelare.
  - Sigurd Jørgensen, svensk filmproducent och regiassistent.
- 27 maj – Christopher Lee, brittisk skådespelare.
- 30 maj – Lisbeth Bodin, svensk sångerska och skådespelare.
- 31 maj – Denholm Elliott, brittisk skådespelare.
- 1 juni – Povel Ramel, svensk skådespelare, komiker, pianist, kompositör, revyartist.
- 10 juni – Judy Garland, amerikansk skådespelare.
- 23 juni – Keve Hjelm, svensk skådespelare.
- 3 juli – Lars-Magnus Lindgren, svensk regissör och manusförfattare.
- 21 juli
  - Elisaveta von Gersdorff Oxenstierna, svensk skådespelare.
  - Marie Hedeholm, svensk skådespelare.
- 26 juli – Blake Edwards, amerikansk filmregissör.
- 9 augusti – Gösta Holmström, svensk skådespelare.
- 10 augusti – Paul Gégauff, fransk manusförfattare och skådespelare.
- 11 augusti – Gösta Prüzelius, svensk skådespelare.
- 21 augusti – Roland Söderberg, svensk skådespelare och scenograf.
- 17 oktober – Tom Younger, amerikansk skådespelare, producent, och regissör, verksam i Sverige.
- 18 oktober – Bengt Andersson, svensk skådespelare och TV-underhållare.
- 22 oktober – Bengt Järrel, svensk regissör, skådespelare och sångare.
- 31 oktober
  - Barbara Bel Geddes, amerikansk skådespelare.
  - Karin Walton, svensk skådespelare.
- 7 november – Percy Brandt, svensk skådespelare.
- 1 december – Dilip Kumar, indisk skådespelare.
- 3 december
  - Sven Nykvist, svensk filmfotograf.
  - Siv Thulin, svensk skådespelare.
- 20 december – George Roy Hill, amerikansk filmregissör.
- 24 december
  - Ava Gardner, amerikansk skådespelare.
  - Mille Schmidt, svensk skådespelare, revyartist och regissör.

## Avlidna
- 10 januari – Axel Engdahl, 58, svensk skådespelare, revyförfattare och teaterchef.
- 24 juni – Algot Sandberg, 57, svensk skådespelare, författare, journalist, dramaturg och tidningsman.
- 23 september – W. Chrystie Miller, 79, amerikansk skådespelare.

### Fotnoter
1. ↑  IMDB, läst 29 februari 2012